# Euproctis coniptera
Euproctis coniptera är en fjärilsart som beskrevs av Collenette 1934. Euproctis coniptera ingår i släktet Euproctis och familjen tofsspinnare. Inga underarter finns listade i Catalogue of Life.